# Humax
Humax est une société d'électronique. Fondée en Corée du Sud en 1989, elle a son siège social à Séoul. Humax fabrique des démodulateurs satellite, des enregistreurs DVD, des téléviseurs et autres produits électroniques. Elle est cotée au KOSDAQ.
Coté à la bourse coréenne (KOSDAQ), Humax Co. Ltd  est l'un des leaders mondiaux de la télévision numérique par satellite avec ses démodulateurs satellite. Humax exporte ses produits dans plus de 90 pays à travers le monde. Le siège de la société internationale et ses installations de recherche et développement sont basés en Corée du Sud, avec des bureaux à Dubaï, en Allemagne, en Inde, en Italie, au Japon, au Royaume-Uni et aux États-Unis (à Irvine en Californie).
En 1997, la société a ouvert une usine de fabrication à Newtownards en Irlande du Nord qui a remporté le Queen's Award for Enterprise-International Trade 2002 mais qui a fermé en 2005 ne laissant que le service après vente et des services administratifs à cet endroit[réf. nécessaire]. D'autres sites de production sont situées en Corée, en Pologne (2004), en Inde et en Chine. Humax a enregistré des revenus qui ont dépassé les 400 millions de dollars en 2004. Elle a annoncé des plans visant à augmenter son chiffre d'affaires à 2 milliards de dollars d'ici à 2012.